# St.-Aegidien-Kirche (Regnitzlosau)

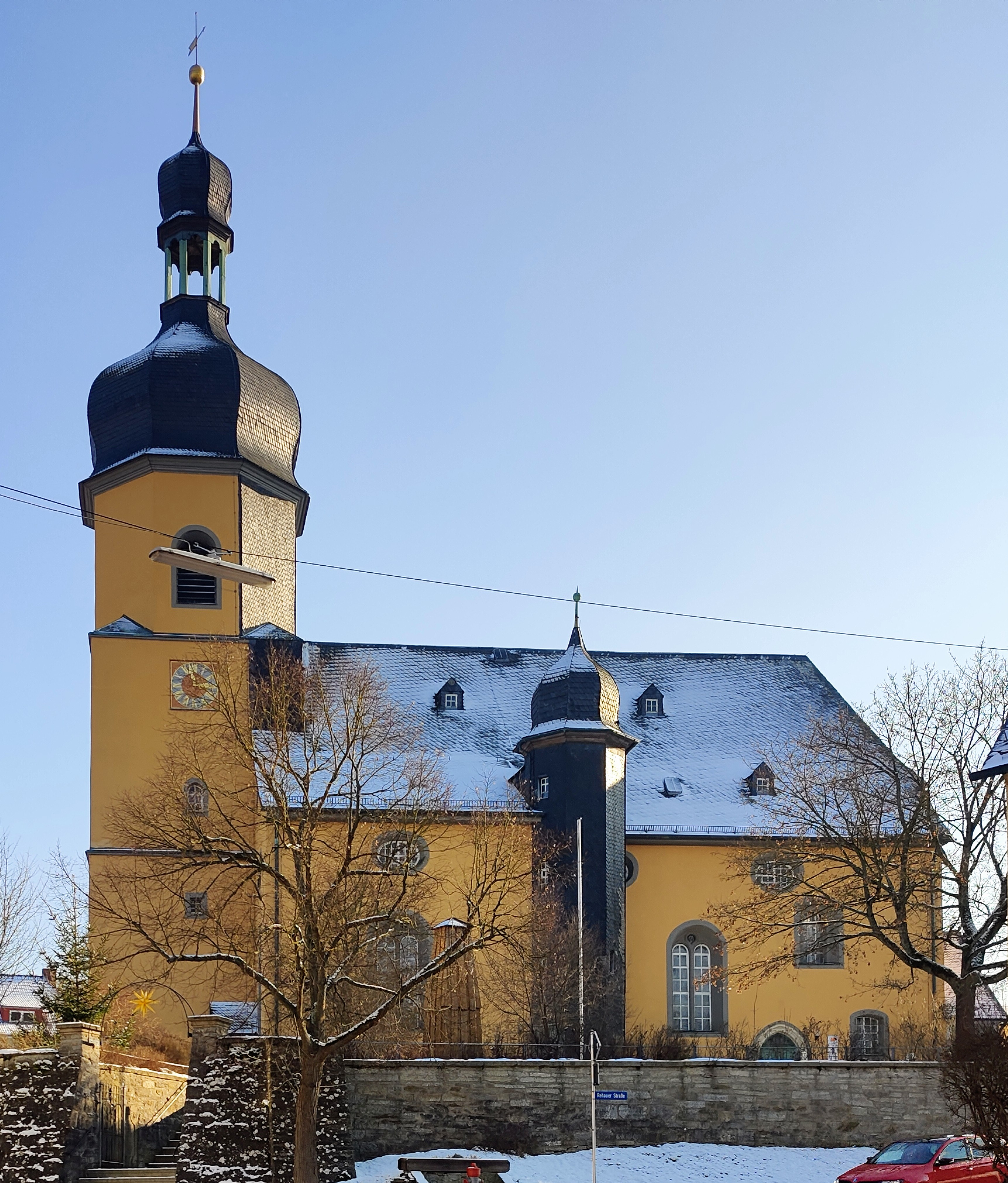
Nordansicht der St.-Aegidien-Kirche

Die St.-Aegidien-Kirche ist die evangelische Pfarrkirche in Regnitzlosau. Sie ist dem heiligen Ägidius, einem der Vierzehn Nothelfer, gewidmet. Es handelt sich um eine protestantische Saalkirche mit Ostturm.

## Geschichte
Nachdem die erste Pfarrei in Regnitzlosau 1294 erwähnt worden war, entstand wahrscheinlich zur gleichen Zeit eine erste Kapelle an der Stelle der heutigen Kirche. Die Ortssage berichtet vom Bau der Kirche: 

„Michel, der Waldbauer von Prex, war krank geworden. Obwohl Heilkundige ihn verloren glaubten, gab er die Hoffnung nicht auf. Nachdem er eines Abends inbrünstig gebetet hatte, erschien ihm in der Nacht ein Engel und sprach, er solle Wasser vom Wiesenbrünnlein holen, dreimal am Tage trinken und sich darin baden. Der Mann befolgte diesen Rat und wurde gesund. Als darauf ein Pater aus Regnitzlosau vorschlug, über dem Brünnlein eine kleine Kirche zu bauen, wurden in kurzer Zeit Balken und Steine herbeigeschafft. Doch am anderen Morgen war alles verschwunden und lag an jenem Ort, wo heute die Kirche zu Regnitzlosau steht. Da sich dieser geheimnisvolle Vorgang tagelang wiederholte, kam man zu der Überzeugung, dass Engel, die Werkzeuge Gottes sind, jede Nacht das Baumaterial an seinen wirklichen Bestimmungsort geschafft hätten zum Zeichen dafür, dass dies der richtige Ort für ein Kirchlein sei. So entschloss man sich, die Kirche an diesem von Gott selbst ausersehenen Ort zu errichten. Nach ihrer Fertigstellung hieß sie St.-Gilgen-Kapelle.“

Erweiterungen nach Norden 1668/1669 und nach Osten 1701–1705 ließen die Kirche auf die heutige Größe wachsen. Die reiche Innenausstattung wurde nach der letzten Erweiterung gefertigt und bis 1745 abgeschlossen. Im 19. und Anfang des 20. Jahrhunderts wurde die Kirche lange vernachlässigt und war daher in einem schlechten baulichen Zustand. Vor dem Ersten Weltkrieg wurden Überlegungen angestellt, die Kirche abzureißen und durch einen Neubau zu ersetzen. Der Krieg und die schlechte wirtschaftliche Lage danach machten allerdings einen Neubau unmöglich. Die Kirche wurde deshalb in den 1930er Jahren grundlegend renoviert. 1972–1975 wurde eine letzte, durchgreifende Innen- und Außenrenovierung der Kirche durchgeführt.

## Ausstattung

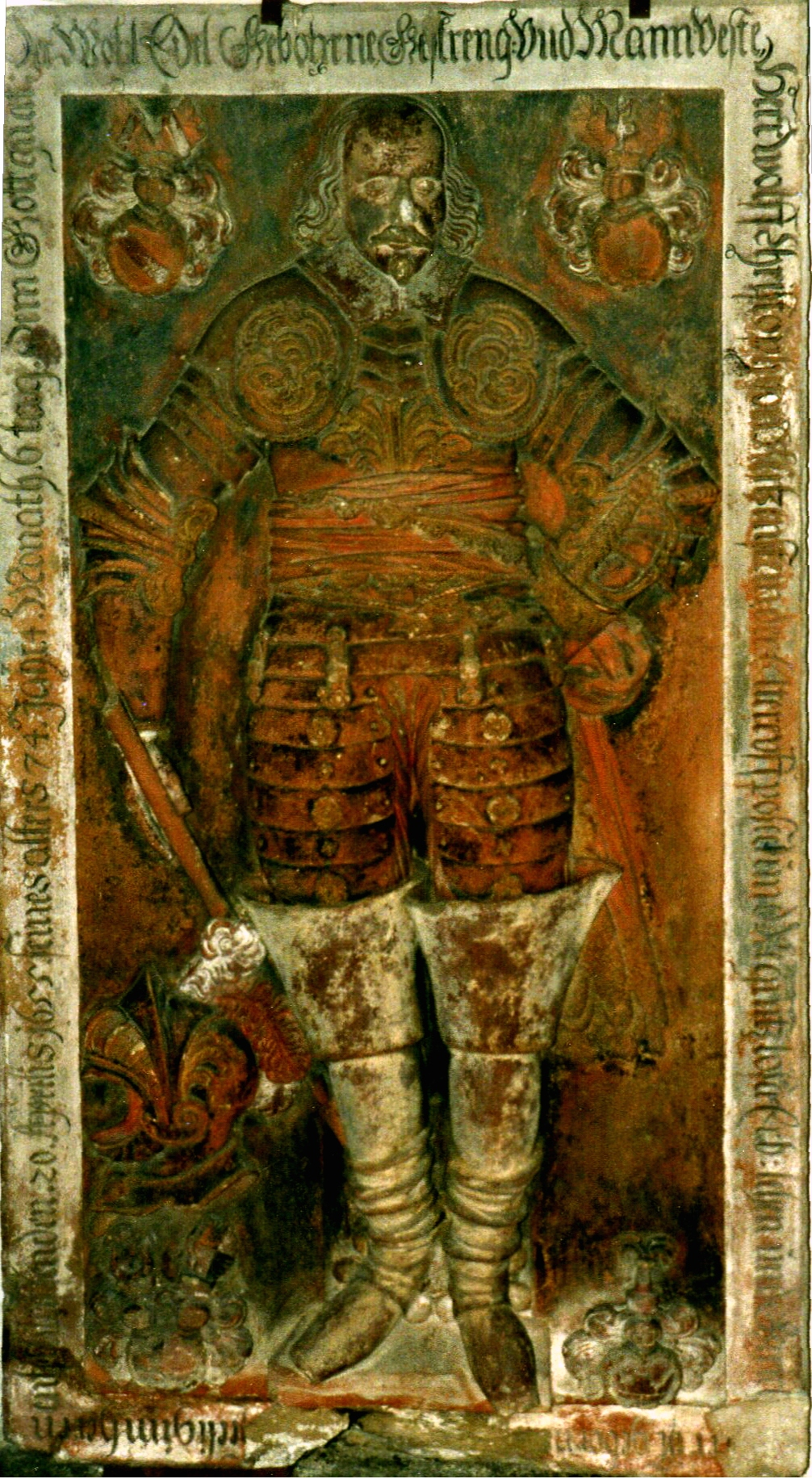
Epitaph eines Reitzensteiner Ritters

### Altar
Der barocke Kanzelaltar von Wolfgang Adam Knoll aus Hof wurde 1743 errichtet. Auf ihm sind die wichtigsten Stationen der Heilsgeschichte dargestellt: unten die Ankündigung der Geburt Jesu (links) und die Anbetung Jesu durch die Hirten (rechts), in der Mitte das Abendmahl, darüber befindet sich die Kanzel mit Christus am Kreuz und Maria und Johannes darunter.

### Orgel

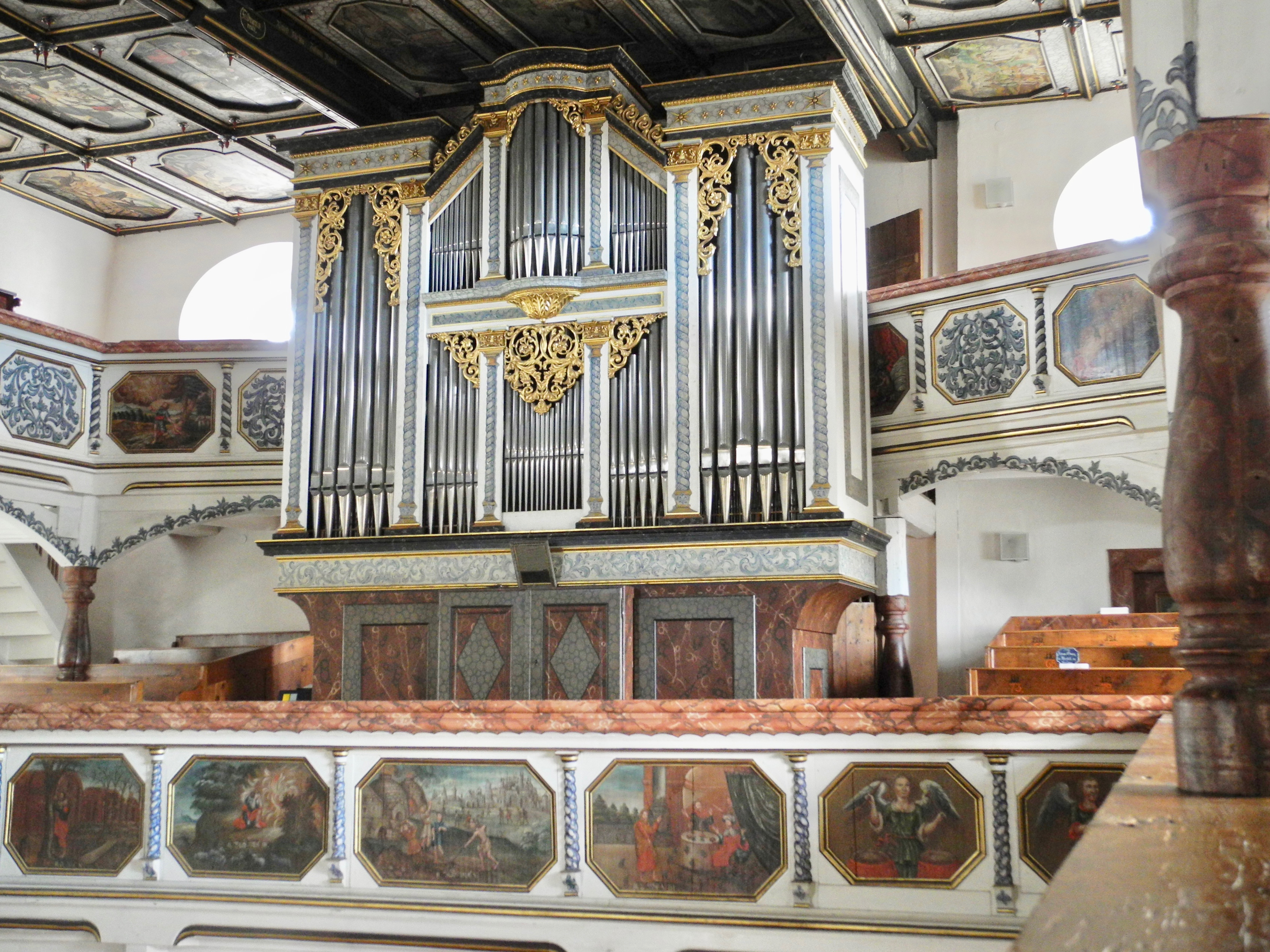
Bittner-Orgel

Die erste Orgel mit 11 Registern wurde 1697 von Tobias Dressel gebaut.
1846 baute der Orgelbauer Augustin Ferdinand Bittner aus Nürnberg eine neue Orgel. Der fünfteilige Prospekt mit großen Bassfeldern und Schnitzereien im Empirestil erinnert an die ebenfalls von Bittner gebaute Orgel in der Basilika Vierzehnheiligen. Sie hat 18 Register und kostete damals 2001 Gulden. Die Orgel ist noch in Gebrauch.
| I Hauptwerk C–f3 |    |
| Principal        | 8′ |
| Flöte            | 8′ |
| Viola di Gamba   | 8′ |
| Gedackt          | 8′ |
| Oktave           | 4′ |
| Flöte travers    | 4′ |
| Quinte           | 3′ |
| Superoktave      | 2′ |
| Mixtur VI        | 2′ |

| II Oberwerk C–f3 |    |
| Solicional       | 8′ |
| Liebl. Gedackt   | 8′ |
| Principal        | 4′ |
| Gemshorn         | 4′ |
| Klein Gedackt    | 4′ |
| Blockflöte       | 2′ |

| Pedal C–c1 |     |
| Subbass    | 16′ |
| Violon     | 16′ |
| Oktavbass  | 8′  |

### Taufengel
Links vom Altar steht der Taufengel, ebenfalls von Wolfgang Adam Knoll aus dem Jahre 1745. Der auf Wolken stehende Engel hält einen ovalen Lorbeerkranz als Fassung für die Taufschale. Früher vor dem Altar hängend, wurde er bei der letzten Renovierung restauriert und wird seitdem für Taufen benutzt.

### Taufstein
Ein Taufstein existiert ebenfalls noch in der Kirche. Er ist transportabel und wird für Taufen außerhalb der Kirche genutzt, z. B. bei Familiengottesdiensten im Kindergarten oder auf dem Galgenberg.

### Kassettendecke
Auffallend ist die Kassettendecke mit 105 bemalten Tafeln (mit Kaseinfarben auf Holz gemalt). Dargestellt sind Motive aus dem Neuen Testament. Die 63 Bilder an der westlichen Seite, dem größeren Teil der Decke, fertigte Heinrich Andreas Lohe aus Hof 1672. Der vordere, östliche Teil der Bilder über dem Altar wurde von Nikolaus Walther aus Hof im Jahre 1745 gemalt.

### Gestühl
Das an der Wand umlaufende Gestühl mit Dorsalvertäfelung wurde im 18. Jahrhundert aus Tannenholz gefertigt. Es ist in mehreren Blöcken im Kirchenschiff angeordnet. Das gesamte Gestühl im Schiff und auf der zweiten Empore ist rotbraun marmoriert mit Rankenmalerei in Ocker und Blau. Die Wangen tragen palmenartig geschnitzte Bekrönungen. Die Schilder mit dem Namen des „Besitzers“ des jeweiligen Platzes stammen noch aus dieser Zeit. In der Kirche befinden sich 650 Sitzplätze.

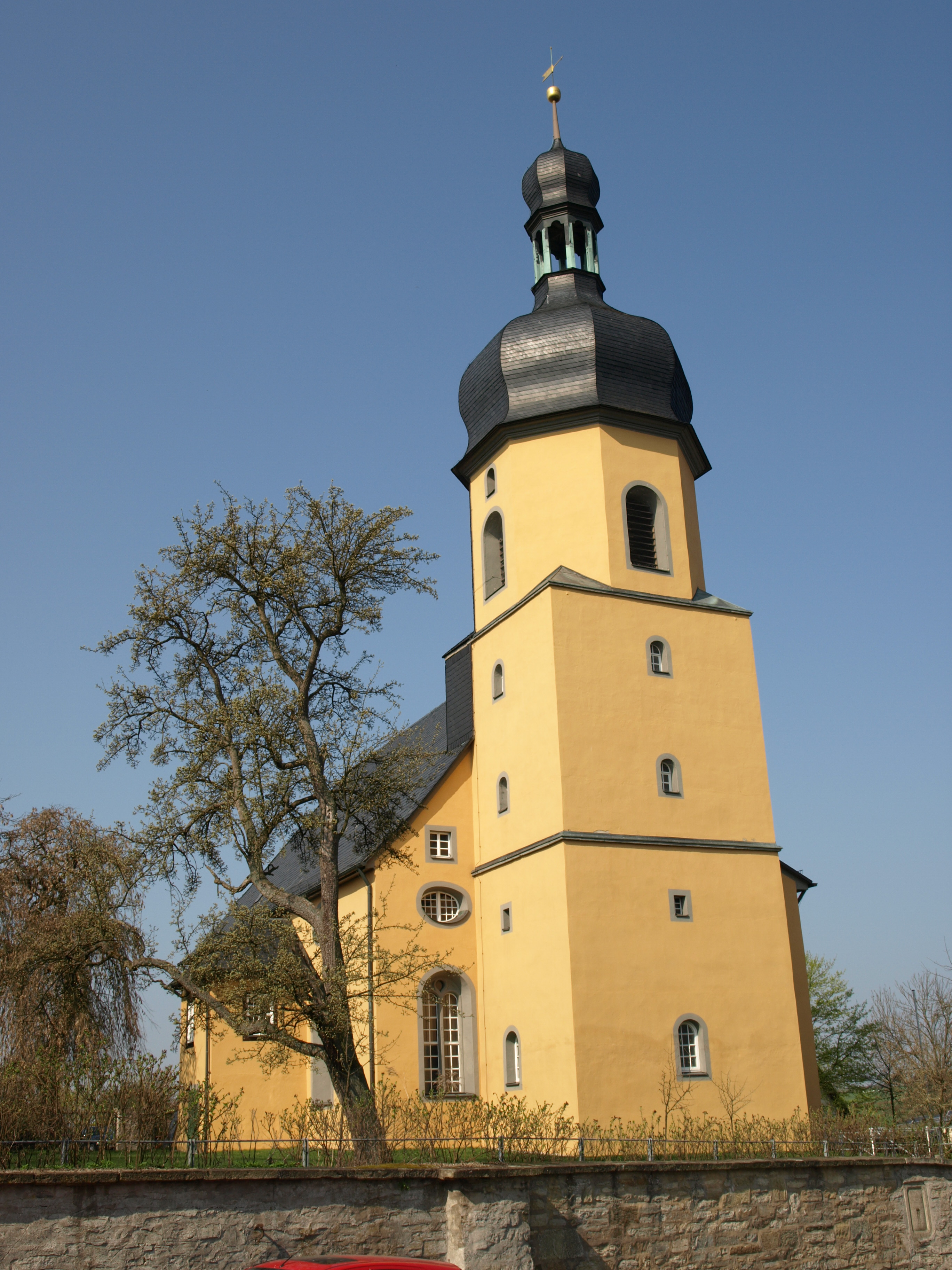
Die Kirche von Osten

### Sakristei
In der Sakristei stehen sechs gotische Figuren aus Lindenholz der Apostel Petrus, Johannes und Jakobus, von Sankt Martin, Sankt Nikolaus und Sankt Ägidius, des Namenspatrons der Kirche; sie stammen wohl aus dem 16. oder 17. Jahrhundert.

## Glocken
Vom Kirchturm erklingen drei historische Glocken.
- Gebetsglocke

Die kleinste der drei Glocken stammt aus dem 14. Jahrhundert und wurde 1800 umgegossen.
- Sturmglocke

Die mittlere Glocke stammt aus der zweiten Hälfte des 16. Jahrhunderts.
- Friedensglocke

Die große Glocke stammt aus dem Jahr 1527. Die Inschrift um die Glocke lautet: „O Jesu, Du König der Ehren, komm mit deinem Frieden. Das Wort des Herrn bleibt in Ewigkeit.“
Die beiden großen Glocken wurden im Zweiten Weltkrieg abgenommen und 1942 nach Hamburg transportiert, dort sollten sie für Kriegsmunition eingeschmolzen werden. Der damalige Mesner Hans Hopperdietzel führte die originalen Glocken nach Regnitzlosau zurück und sie konnten 1947 wieder auf dem Kirchturm aufgehängt werden.

## Pfarrer der Pfarrei Regnitzlosau
Die folgende Übersicht gibt eine Auswahl der Regnitzlosauer Pfarrer wieder:
- 1340 Forbin, erstmals genannt
- 1502 Linder, Johann
- 1527–1533 Martin Helfer (erster evangelischer Geistlicher)
- 1534–1551 Michael Meyer
- 1551–1571 Konradus Perner
- 1571–1605 Andreas Trost
- 1605–1642 Johann Pauli
- 1642–1665 Johann Scharff
- 1666–1698 M. Heinrich Dorsch
- 1698–1717 M. Adam Johann Dorsch (Sohn des M. Heinrich Dorsch)
- 1717–1745 M. Heinrich Ettlinger
- 1745–1784 M. Adam Christoph Grimm
- 1784–1806 Johann Christoph Keßler
- 1808–1835 Johann Michael Hofmann
- 1836–1860 Wolfgang Ludwig Munzert
- 1869–1882 Andreas Moschenbach
- 1884–1897 Johann Karl Sommerer
- 1897–1901 Erwin Ottomar Pöschel
- 1901–1914 Maximilian August Ludwig Wolfgang Hirz
- 1914–1942 Friedrich Bauer
- 1942–1943 Heinrich Lindner (gefallen im Zweiten Weltkrieg)
- 1944–1952 Max Borger
- 1953–1958 Wolfgang Luttenberger
- 1958–1962 Wilhelm Schubert
- 1963–1971 Traugott Richter
- 1972–1978 Klaus Eichner
- 1979–1982 Ehrenfried Vicedom
- 1983–2004 Hanspeter Kern
- 2005–2008 Friederike Melzer
- 2008–2012 Rudolf Binding
- 2012–2023 Holger Winkler

### Kirchenführungen
Termine für Kirchenführungen können jederzeit im zuständigen Pfarramt der Kirchengemeinde vereinbart werden.